# Меморандум словацького народу

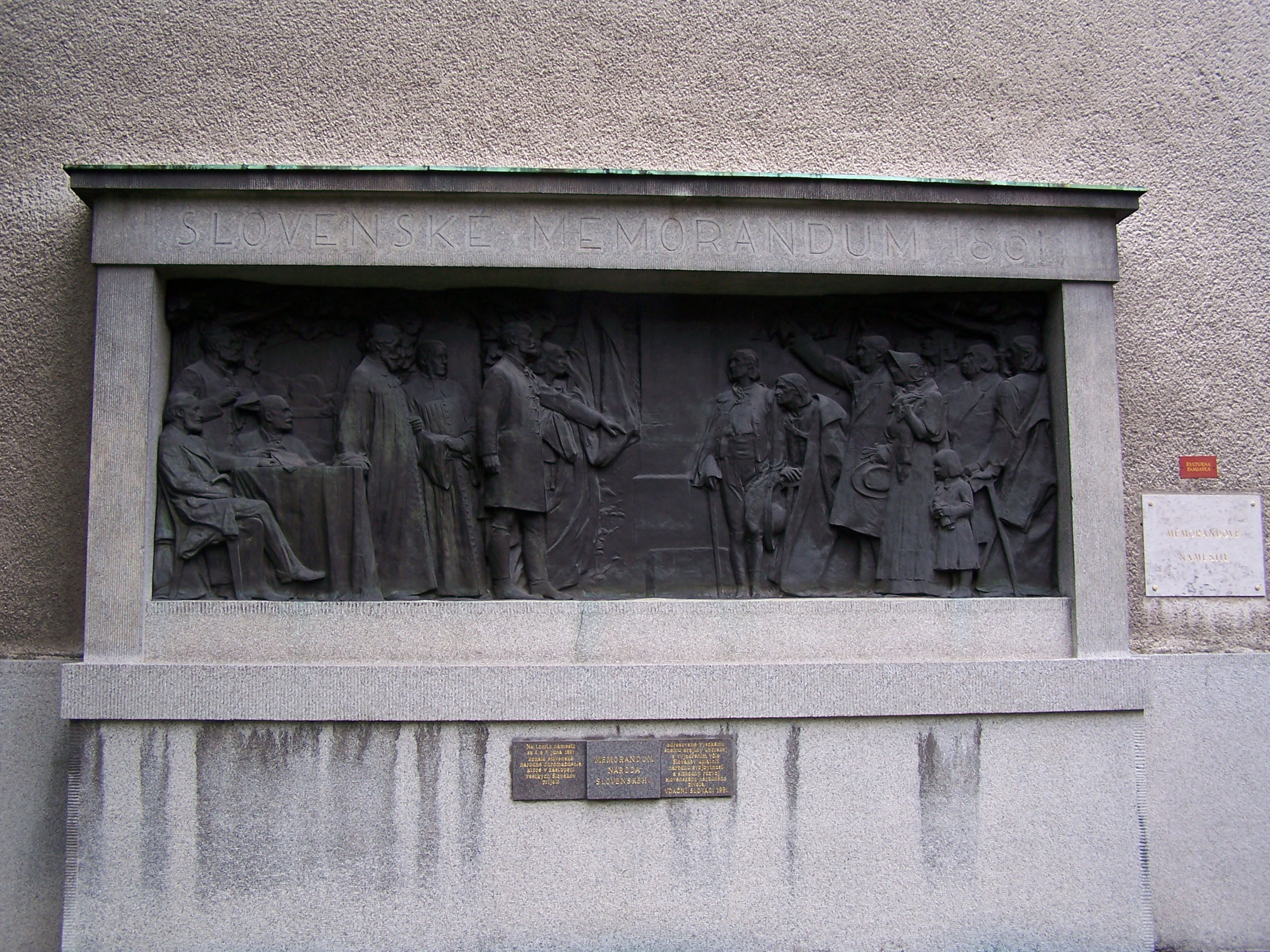
Пам'ятник Меморандуму словацького народу в Мартіні

Меморандум словацького народу (словац. Memorandum národa slovenského) — програмний документ словацьких конституційних, правових, політичних і культурних вимог, прийнятий на Словацьких національних зборах 6—7 червня 1861 року в місті Мартін. Автором Меморандуму був Штефан Марко Дакснер. Меморандум став програмним документом Словацької національної партії.

## Вимоги
Меморандум словацького народу включав як істотні, так і менш важливі положення. Серед менш важливих положень були:
- вимога створення Правової академії;
- вимога створення кафедри словацької мови і літератури в університеті Пешта;
- вимога, щоб у школах дозволялося викладання словацькою мовою;
- вимога щодо дозволу на видання словацьких господарських журналів;
- вимога щодо дозволу на створення словацьких господарських організацій

та інші подібні речі, які узагальнювались тим, що за ними стояла ідея національно-культурної автономії.

## Реакція
Найістотнішим було те, що Меморандум словацької нації повинен був сформувати юридичне закріплення самостійності словацької нації і спростувати теорію «гірськоугорського народу» щодо словаків, але при цьому жодне з положень Меморандуму не вимагало відділення Словаччини від Угорщини. Це була лише перша спроба досягти хоч якоїсь культурної та освітньої автономії, але угорський парламент відхилив Меморандум словацької нації. Таким чином, угорська влада порушила обіцянку, дану в Жовтневому дипломі про національний розвиток народів. Меморандум словацької нації був формою державно-правових вимог словаків, у відповідь на що угорська влада почала так звану «протимеморандову акцію», під час якої старости словацьких сіл змушені були відмовитися від Меморандуму під тиском.
Як наслідок, словацькі національні лідери склали нову програму, яку представили уряду у Відні. Другий документ, створений 1861 року, був представлений 12 грудня 1861 і увійшов в історію як Віденський меморандум.